# Jean Charbonneaux
 (juillet 2016).
Si vous disposez d'ouvrages ou d'articles de référence ou si vous connaissez des sites web de qualité traitant du thème abordé ici, merci de compléter l'article en donnant les références utiles à sa vérifiabilité et en les liant à la section « Notes et références ».
Jean Marie Augustin Charbonneaux, né à Genlis (Côte-d'Or) le 15 janvier 1895 et mort à Paris le 21 février 1969, est un archéologue français.

## Biographie
Élève au lycée Louis le Grand puis étudiant à la Sorbonne, ses études sont interrompues par sa mobilisation en 1915 comme sergent dans l'infanterie au Fort de Souville, en Argonne en Champagne.
Agrégé de lettres en 1920, il devient professeur au lycée de Chaumont avant d'être membre de l'École française d'Athènes de 1921 à 1925, et de l'Académie des inscriptions et belles-lettres en 1962. Il est successivement conservateur, conservateur en chef et inspecteur général des musées de France, et professeur d'archéologie grecque et romaine à l'École du Louvre de 1930 à 1965.
Il se marie en 1925 à Genlis avec Jeanne Guelaud (1901-1983), une amie d'enfance.
Les premières publications de Jean Charbonneaux concernent ses travaux sur la Grèce dans la collection des Fouilles de Delphes dès 1925. Il rédige pendant douze ans jusqu'en 1938 le Bulletin préhellénique pour la Revue des Études grecques. Il est directeur pendant vingt ans de la Revue du Louvre et des Musées de France.

## Principaux ouvrages
- L'Art égéen, 1929
- La Sculpture grecque archaïque, 1938; 1964; 1989
- La Sculpture grecque classique, 1944; 1945; 1946; 1964
- Les Sculptures de Rodin, 1949
- L'Art au siècle d'Auguste, 1950
- Les Bronzes grecs, 1958
- Grèce archaïque : 620-480 av. J.-C.  Gallimard, 1968; 1984; 2008 (avec Roland Martin et François Villard)
- Grèce classique : 480-330 av. J.-C.. Gallimard, 1969; 1983; 2009 (avec Roland Martin et François Villard)
- Grèce hellénistique : 330-50 av. J.-C. Gallimard,1970; 1987 (avec Roland Martin et François Villard)
- Architecture et sculpture, 4 vol., 1970 (avec Pierre Pradel, dir.).